# Балканы эпохи бронзы
Балканы эпохи бронзы представляют собой период между балканским неолитом и Античностью (Балканами железного века), который охватывает IV—II тыс. до н. э. В это время на южной оконечности Балкан расцветает и неожиданно гаснет Минойская цивилизация, а северные Балканы испытывают нашествие индоевропейских племён, говорящих преимущественно на палеобалканских языках.
Именно вторжение пастушеских индоевропейских племён среднестоговской культуры знаменует собой начало бронзового века на Балканах, конец же его приходится на греческие тёмные века.

## Хозяйство
По сообщениям историков, укреплённые поселения бронзового века (города) возводятся на руинах неолитических поселений. В городах отчётливо обозначаются каменные стены, центральная площадь и улицы-проходы. В это время сформировался тип «украинской» хаты — жилище со плетёными стенами, обмазанными глиной, с соломенной крышей и открытым глиняным очагом. Крупные города, помимо Эгейского региона (Афины, Микены), существовали на севере Балкан: Монкодонья, а также близ словацкого Спишски Штврток в Прешовском крае (Отомань культура)
Основу хозяйства составляло скотоводство, но также значение сохраняло и земледелие (пшеница, ячмень, горох), сопряжённое с ручными зернотёрками, костяными серпами с кремнёвыми вкладышами и амфорами для хранения зерна. Вероятнее всего, пищу составляли лепёшки и бобовые похлёбки. В эпоху бронзового века произошёл переход от мотыжного земледелия к плужному, где применялась соха, запряжённая быками.
С начала IV тыс. до начала III тыс. до н. э. в регионе существовала Балкано-Карпатская металлургическая провинция — археологическая общность эпохи энеолита. В эту общность входили Гумельницкая культура, Трипольская культура, Среднестоговская культура и Новоданиловская культура.

## Войско
К II тыс. до н. э. в войске существовали отряды всадников. По-видимому, первые всадники породили легенды о кентаврах. Также жители Балкан эпохи бронзы умели изготовлять большие морские парусно-вёсельные суда, которые могли доплывать до Египта (народы моря, Илиада). Ополчения состояли из воинов одетых в доспехи и шлемы (шлем из клыков), вооружение составляли короткие мечи-кинжалы, боевые топоры, копья, луки и стрелы. Сохраняли своё значение палицы.

## Погребальный обряд
В эпоху бронзового века среди индоевропейских племён, населявших Балканы, произошёл коренной переворот в погребальном обряде: на смену трупоположениям в курганах пришли погребальные костры (Монтеору, Ноуа), что видимо связано с изменением религиозных представлений и смене хтонических божеств на солярных.

## Социальная структура
Общество бронзового века характеризуется военной демократией. Сохранял своё значение родо-племенной строй. Поселения представляли собой племена, которые могли создавать союзы племён, объединённые вокруг военного предприятия или общего культа. Крупные государственные образования возникали лишь на территории Греции.

## Отражение в искусстве
По-видимому, особенности культуры Балкан бронзового века отражены в поэмах Гомера Илиада и Одиссея, а также в древнегреческих мифах, где век героев представляет собой художественную экспликацию эпохи бронзы. Так, например, Геракл считался родоначальником дорийцев, вторгшихся в конце эпохи бронзы на Пелопоннес.

## Археология
Крупное святилище бронзового века (XV в. до н. э.) был обнаружен близ болгарского города Кырджали. Другим известным святилищем Балкан эпохи бронзы были Дельфы, которые изначально были местом поклонения богине Земли (Гея, ср. фригийская Кибела), связанной с змеями (Пифон, пифия). Вероятно этот культ уходит своими корнями в традиции балканского неолита (богиня со змеями)

## Миграции
Согласно археологическим данным, сопоставленным с данными лингвистики, Балканы в эпоху бронзы испытали несколько миграционных волн, идущих с севера (территории современной Украины) и связанных с распространением пастушеских индоевропейских народов.
- Первая волна (конец III тыс. до н. э.) связана с миграцией носителей анатолийских языков (Ямная культура — Езеро культура), часть которых была ассимилирована минойской цивилизацией (пеласги), а часть, преодолев Босфор, осела в Анатолии (хетты)[7]. К этом времени носители неразделённого армяно-греческого языка населяют восточные Балканы в западном Причерноморье[8]
- Вторая волна (XIII в. до н. э.) завоевателей (Усатовская культура — Витенбергская культура) заселила юг Балкан, положив конец минойской цивилизации, частично переселившись в Анатолию, и образовав народ фригийцев, от которых позже произошли армяне. Отголоском второй волны миграций были народы моря, чьи парусные суда достигли Египта и положили начало народу филистимлян. Также сюда относят дорийское вторжение, которое иногда связывают с вторжением из центральной Европы племён полей погребальных урн, которых отождествляют с предками иллирийцев[9].

К концу эпохи бронзы западные Балканы населяют иллирийцы, восточные — фракийцы, южные — греки.